# Eoscutellidae
De Eoscutellidae zijn een familie van uitgestorven zee-egels (Echinoidea) uit de orde Clypeasteroida.

## Geslachent
- Eoscutella Grant & Hertlein, 1938 †